# Passo Parenzi
Passo Parenzi è un quartiere della città di Spoleto, il più popoloso della città per numero di abitanti.

## Storia
A partire dagli anni sessanta del secolo scorso e a seguito del boom economico, sono nati a ridosso delle mura cittadine nuovi quartieri residenziali, ormai divenuti parte integrante del tessuto urbano della città, superando addirittura il centro storico per numero di abitanti. Il caso più emblematico è senza dubbio quello del quartiere Passo Parenzi, che con i suoi quasi 10.000 abitanti (1/4 circa dell'intera popolazione comunale) è divenuto un centro politico e commerciale di notevole interesse dove è ubicato l'intero polo sportivo cittadino (fatta eccezione per lo Stadio Comunale) che comprende oltre al Pala Rota e al Pala Tenda, lo stadio di Atletica Leggera, la piscina Comunale, lo stadio di Baseball e varie palestre secondarie. L'impianto sportivo più antico del quartiere resta lo stadio "Comunale di Passo Parenzi" in località San Nicolò che fu inaugurato il 14 novembre 1965 grazie ad un finanziamento del CONI. L'impianto fu per molti anni il campo di gioco del Gruppo Sportivo Stella Rossa, squadra fondata nel 1958 dall'allora Presidente Cesare Maiocchi, in arte "Cesarino" per la sua gracile corporatura. 

## Servizi
Il quartiere è fornito di scuole di ogni ordine e grado, ambulatori medici, centri commerciali e varie aree di verde attrezzato che ne fanno uno dei quartieri più verdi dell'intera città. Pur essendo un quartiere moderno, di recente costruzione al suo interno si trovano luoghi e monumenti d'interesse tra cui vanno segnalati la Basilica di San Sabino, la Chiesa di San Nicolò e la Chiesa del Sacro Cuore che con la sua torre-campanile risulta essere il monumento più alto dell'intero circondario. Dal 2010, grazie a un programma della Valle Umbra Servizi, il quartiere è dotato di una fontana pubblica di acqua potabile gasata e naturale. All'estremo sud del quartiere passa la nuova pista ciclabile che va da Spoleto ad Assisi. Una menzione particolare va fatta al mercato rionale, che si svolge ogni martedì mattina nella zona di Piazza d'Armi. Altre manifestazioni di interesse sono il Carnevale Spoletino, con carri allegorici che sfilano tra le vie del quartiere, la marciallegra, una marcia di pace organizzate dai bambini della locale scuola elementare "Le Corone" e il Marconi Vintage, manifestazione che si svolge ogni anno lungo Viale Guglielmo Marconi . Il quartiere è collegato al centro storico (che dista circa 2 km) dalle linee di Umbria Mobilità (ex-Spoletina Trasporti) e da un complesso di vie pedonali di recente costruzione. La stazione di Spoleto Centrale dista 1 km.